# منظمات المعرفة (دورية)
منظمات المعرفة (بالإنجليزية: Knowledge Organization)‏ مجلة دولية مخصصة لنظرية المفاهيم والتصنيف والفهرسة وتمثيل المعرفة هي دورية أكاديمية محكمة تغطي مجال تنظيم المعرفة، بما في ذلك نظرية المفاهيم والتصنيف والفهرسة وتمثيل المعرفة. تنشرها دار نشر إرجون فيرلاج نيابة عن الجمعية الدولية لتنظيم المعرفة [الإنجليزية]، وكانت تحمل اسم التصنيف الدولي بين عامي 1974 و1993. تأسست المجلة في عام 1974، وكانت إينجيتراوت دالبيرغ هي المحررة الرئيسية المؤسسة. 

## الاستخلاص والفهرسة
تمتلك هذه المجلة العلمية العديد من الملخصات والفهارس في قواعد البيانات العلمية المهمة، مثل: المحتويات الحالية/ العلوم الاجتماعية والسلوكية، و فهرس الاستشهادات في العلوم الاجتماعية [الإنجليزية]، وإنسبيك، ومستخلصات علم المكتبات والمعلومات [الإنجليزية]، و المقالة العربية الناقصة [الإنجليزية] وباسكال، والمجلة الإحصائية لعلوم المعلومات [الإنجليزية]، والملخصات الاجتماعية [الإنجليزية].
ووفقًا لتقارير الاستشهاد بالمجلات الأكاديمية، فإن عامل التأثير للدروية هو 0.559 في العام 2017. 

## مقالات ذات صلة
- تصنيف الوثيقة [الإنجليزية]
- تنظيم المعرفة
- موضوع (مستندات) [الإنجليزية]

## روابط خارجية
- الموقع الرسمي